# キューティーハニー オリジナル・サウンドトラック
『キューティーハニー オリジナル・サウンドトラック』は、実写映画『キューティーハニー』のサウンドトラック。2004年5月26日にrhythm zoneより発売された。全21曲収録。

## 概要
- 遠藤幹雄が作曲した映画『キューティーハニー』のBGM21曲を収録している。
- アーティスト：倖田來未、及川光博

## 曲目リスト
1. 如月ハニー [1:55]
2. パンサークロー、出現 [3:23]
3. ハニーフラッシュ [0:29]
4. キューティーハニー（Movie Edit） [3:31]
5. 日常のかたち [2:53]
6. 日常の終演 [1:54]
7. 秋夏子 [1:26]
8. 危険のかたち [0:28]
9. 攻撃のかたち コバルト・クローのテーマ [1:54]
10. 孤独のかたち [1:52]
11. 早見青児 [2:50]
12. 憂鬱のかたち [0:54]
13. パンサークロー、挑戦 [3:00]
14. 優しさのかたち [2:18]
15. ジルタワー、出現 [3:10]
16. ブラック・クロー、参上 [1:14]
17. 友情のかたち [2:13]
18. 憎しみのかたち [3:27]
19. 愛情のかたち [5:46]
20. ブラック・クロー、参上（Version） [3:43]
21. The Bonus [3:17]